# Tobago Cays
Le Tobago Cays sono un gruppo di cinque isolotti disabitati nelle Antille (Petit Rameau, Petit Bateau, Jamesby, Baradal e Petit Tabac).
Situate tra il Mar dei Caraibi e Oceano Atlantico, fanno parte dell'arcipelago delle Grenadine (Saint Vincent). Sono protette da una grande barriera corallina detta Horse Shoe reef (Ferro di cavallo) e da una seconda barriera più piccola denominata World's End reef (Reef in capo al mondo). Le acque incontaminate, le abbondanti varietà di pesci e le incantevoli spiagge, fanno delle Tobago Cays la sede di un famoso Parco marino.